# Diversidad sexual en Chechenia
Los derechos de las lesbianas, gais, bisexuales y transexuales en Chechenia han sido motivo de preocupación entre las organizaciones de derechos humanos como Amnistía Internacional y Human Rights Watch. Como parte de la Federación Rusa, muchas de las leyes LGBT de Rusia se aplican en Chechenia. Sin embargo, esta es una república semiautónoma dentro de las fronteras de Rusia, con su propio código legal, y el Estado impone la pena de muerte (oficialmente suspendida) para las relaciones sexuales entre hombres. Además, hay pocas protecciones para los ciudadanos LGBT, y el gobierno alienta el asesinato de personas sospechosas de homosexualidad por parte de sus familias.
Desde marzo de 2017, una violenta represión contra la comunidad LGBT llevó al secuestro y detención de hombres homosexuales y bisexuales, que fueron golpeados y torturados. Más de cien hombres, posiblemente varios cientos, fueron atacados. Al menos tres, y según se informó, hasta 20, fueron asesinados. Se desconoce el número exacto de detenidos y asesinados. Un grupo de asesores expertos del Consejo de Derechos Humanos de las Naciones Unidas informó a principios de abril de 2017 que "Son actos de persecución y violencia a una escala sin precedentes en la región y constituyen graves violaciones de las obligaciones de la Federación de Rusia en virtud del derecho internacional de los derechos humanos".

## Aspectos culturales
Chechenia es una sociedad altamente conservadora en la que la homofobia es generalizada y la homosexualidad es un tabú. Tras los dos conflictos armados separatistas de los años noventa -la primera guerra chechena y la segunda guerra chechena- se volvió cada vez más conservadora bajo la dirección del presidente Akhmad Kadyrov y de su hijo Ramzan Kadyrov, jefe de la República Chechena. En Chechenia, al igual que en otras regiones del sur de Rusia, el presidente ruso, Vladímir Putin, "ha facultado a los líderes locales para que impongan su interpretación de los valores musulmanes tradicionales, en parte en un esfuerzo por cooptar al extremismo islámico, que ha estado prolongadamente en clandestinidad.
Human Rights Watch informó en 2017 que "es difícil exagerar la vulnerabilidad de las personas LGBT en Chechenia, donde la homofobia es intensa y desenfrenada. Las personas LGBT están en peligro no solo de persecución por parte de las autoridades sino también de ser víctimas de asesinatos de honor por sus propios familiares, por empañar el honor de la familia". Ramzan Kadyrov ha alentado a los miembros de las familias a llevar a cabo ejecuciones extrajudiciales como alternativa a la aplicación de la ley. En algunos casos, los hombres homosexuales encarcelados han sido liberados tempranamente para permitir su asesinato por familiares.

## Aspectos legales
La homosexualidad se declaró ilegal en Chechenia después de que Rusia la conquistara a finales del siglo XIX. Después de la Revolución de Octubre, todo Rusia legalizó de nuevo la homosexualidad, pero fue re-criminalizado bajo Iósif Stalin por toda la Unión Soviética. La homosexualidad se relegalizó en Rusia una vez más en 1993, aunque entre 1991 y 2000 Chechenia fue independiente de facto de Rusia. Para competir con los señores de la guerra islámicos en la región, el presidente checheno Aslan Maskhadov adoptó la ley sharia en 1996 y el artículo 148 del código penal checheno estableció que las relaciones sexuales anales consensuadas (entre dos hombres o entre hombres y mujeres) se castigasen con el azotamiento en los dos primeros delitos y la ejecución en el tercer delito.
Aunque Chechenia volvió a ser gobernada directamente por Rusia en 2000, conserva cierta autonomía, y el actual líder Ramzan Kadyrov "ha traído el Islam a la cabeza de la vida cotidiana de Chechenia, y los gais que revelan su sexualidad son a menudo discriminados y rechazados por sus familias".
Rusia aprobó oficialmente una ley de propaganda anti-gai en junio de 2013. Prohíbe oficialmente la distribución de "propaganda para las relaciones sexuales no tradicionales" entre los niños. La ley ha sido criticada por varios grupos de derechos humanos, como Human Rights Watch, por ser "abiertamente discriminatoria" hacia la población LGBT y ha sido citada como una de las razones por las que el Kremlin no ha respondido lo suficientemente rápido a la persecución de gais en Chechenia.

## Persecución de 2017
En marzo de 2017, el grupo gay GayRussia.ru, con sede en Moscú, solicitó permiso para celebrar manifestaciones del orgullo gay en cuatro ciudades de la región del Cáucaso Norte. El grupo no solicitó celebrar una manifestación en Chechenia, pero sí solicitó celebrar un mitin en la vecina Kabardino-Balkaria. Aunque la solicitud del grupo fue denegada, la petición provocó una ola de persecución anti-gai en la región. Observadores de los derechos humanos informaron que las autoridades policiales de toda Chechenia comenzaron a acosar, encarcelar y torturar a hombres homosexuales, con al menos tres muertes reportadas por Human Rights Watch. Un artículo de noviembre de 2017 en Nóvaya Gazeta declaró que más de 100 hombres fueron arrestados por la policía bajo sospecha de ser gai y tres fueron asesinados.

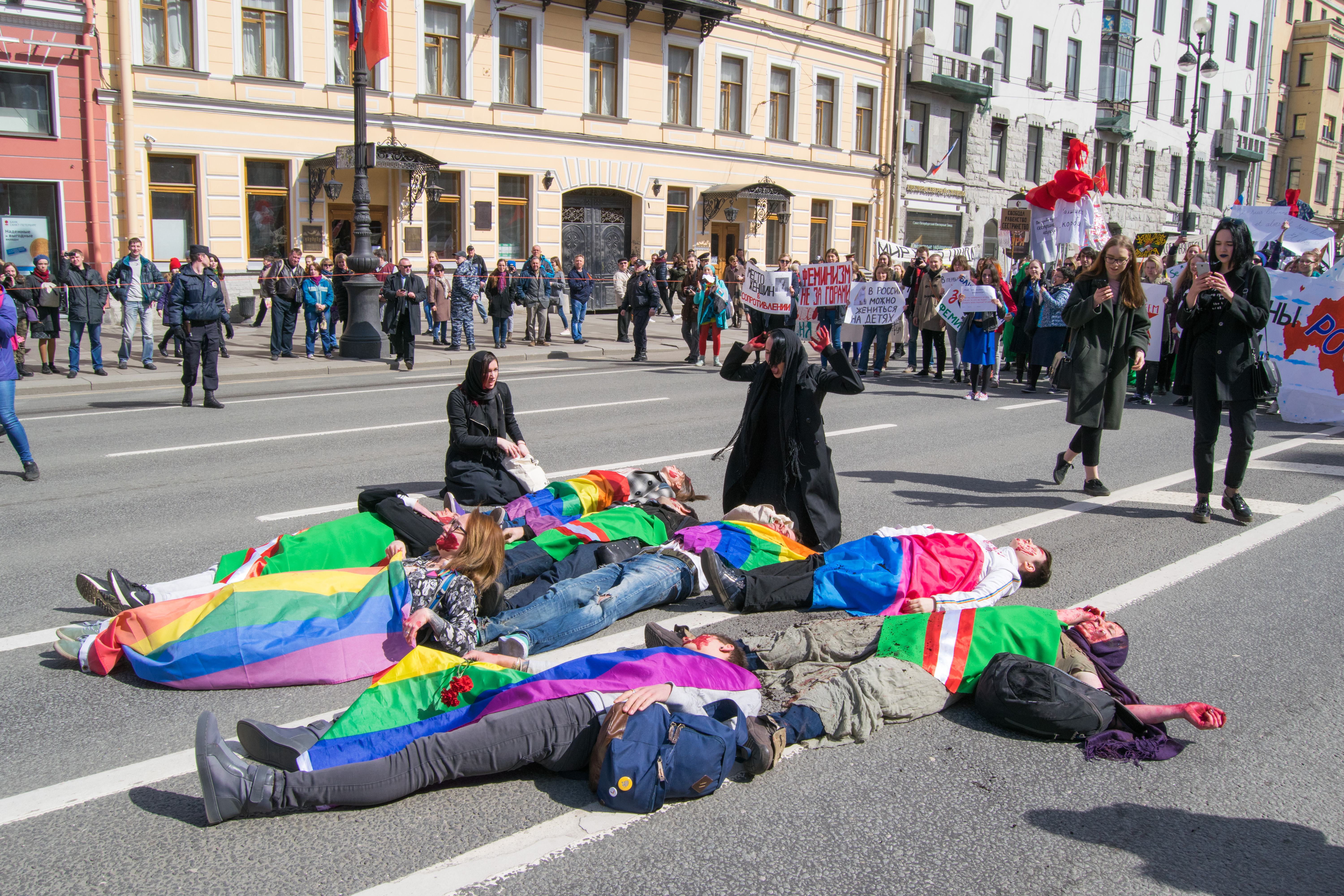
Protesta en San Petersburgo el 1 de mayo de 2017

El 7 de abril, el Departamento de Estado de los Estados Unidos declaró que tenía "numerosos informes dignos de crédito que indicaban la detención de al menos 100 hombres sobre la base de su orientación sexual". Un portavoz del líder político de Chechenia negó el informe, alegando que no hay homosexuales dentro de sus fronteras ya que "sus propios familiares los hubieran enviado a donde nunca podrían regresar", por lo que no podría haber persecución de homosexuales por parte de las fuerzas del orden. Sin embargo, el International Crisis Group dijo que había recibido información que lo corroboraba. Según Novaya Gazeta, informes verificados por la Red LGBT rusa, los gais fueron detenidos en una prisión secreta en Argun, descrita en muchas fuentes como un campo de concentración, donde fueron sometidos a la violencia y la tortura. Los hombres que fueron detenidos en múltiples prisiones informan que fueron golpeados y torturados con descargas eléctricas.
En un informe emitido el 13 de abril de 2017, un grupo de cinco asesores del Consejo de Derechos Humanos de las Naciones Unidas - Vitit Muntarbhorn, Sètondji Roland Adjovi; Agnès Callamard; Nils Melzer; y David Kaye - condenaron la oleada de torturas y homicidios de gais en Chechenia. El grupo escribió: "Estos son actos de persecución y violencia a una escala sin precedentes en la región y constituyen graves violaciones de las obligaciones de la Federación Rusa en virtud del derecho internacional de los derechos humanos". El grupo escribió:

Instamos a las autoridades a que pongan fin a la persecución de personas percibidas como homosexuales o bisexuales en la República Chechena que viven en un clima de temor alimentado por discursos homofóbicos de las autoridades locales. Es crucial que los informes de secuestros, detenciones ilegales, tortura, palizas y homicidios de hombres que se perciben como homosexuales o bisexuales sean investigados a fondo.

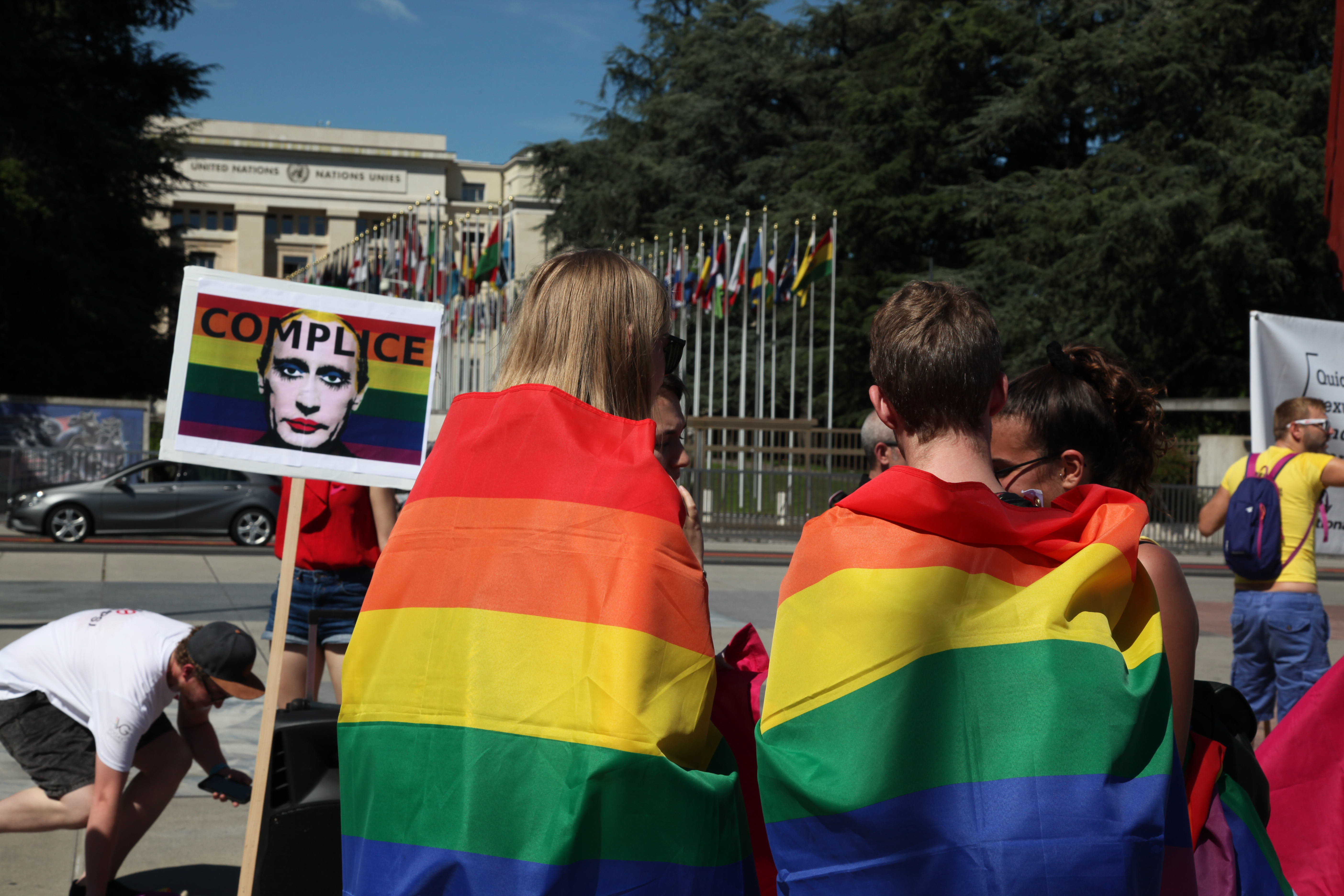
Protestas en Ginebra en junio de 2017

Michael Georg Link, director de la Oficina de Instituciones Democráticas y Derechos Humanos de la Organización para la Seguridad y la Cooperación en Europa, instó a las autoridades rusas a "investigar con urgencia las supuestas desapariciones, torturas y otros malos tratos" de gais en Chechenia. Jonas Gunnarsson, ponente general de la Asamblea Parlamentaria del Consejo de Europa sobre los derechos de las personas LGBT, ha tomado nota de "Informes alarmantes [...] de Chechenia en los últimos días sobre los secuestros sistemáticos, la tortura y los asesinatos de personas basados en su orientación sexual". La ministra de Asuntos Exteriores de Australia, Julie Bishop, y el ministro británico de Relaciones Exteriores, Boris Johnson, condenaron las persecuciones en Chechenia. También se convirtieron en tema de las elecciones presidenciales francesas de 2017, con Jean-Luc Mélenchon, Benoît Hamon y Emmanuel Macron condenando al gobierno de Kadyrov en Chechenia por las detenciones, mientras que François Fillon y Marine Le Pen permanecieron en silencio.

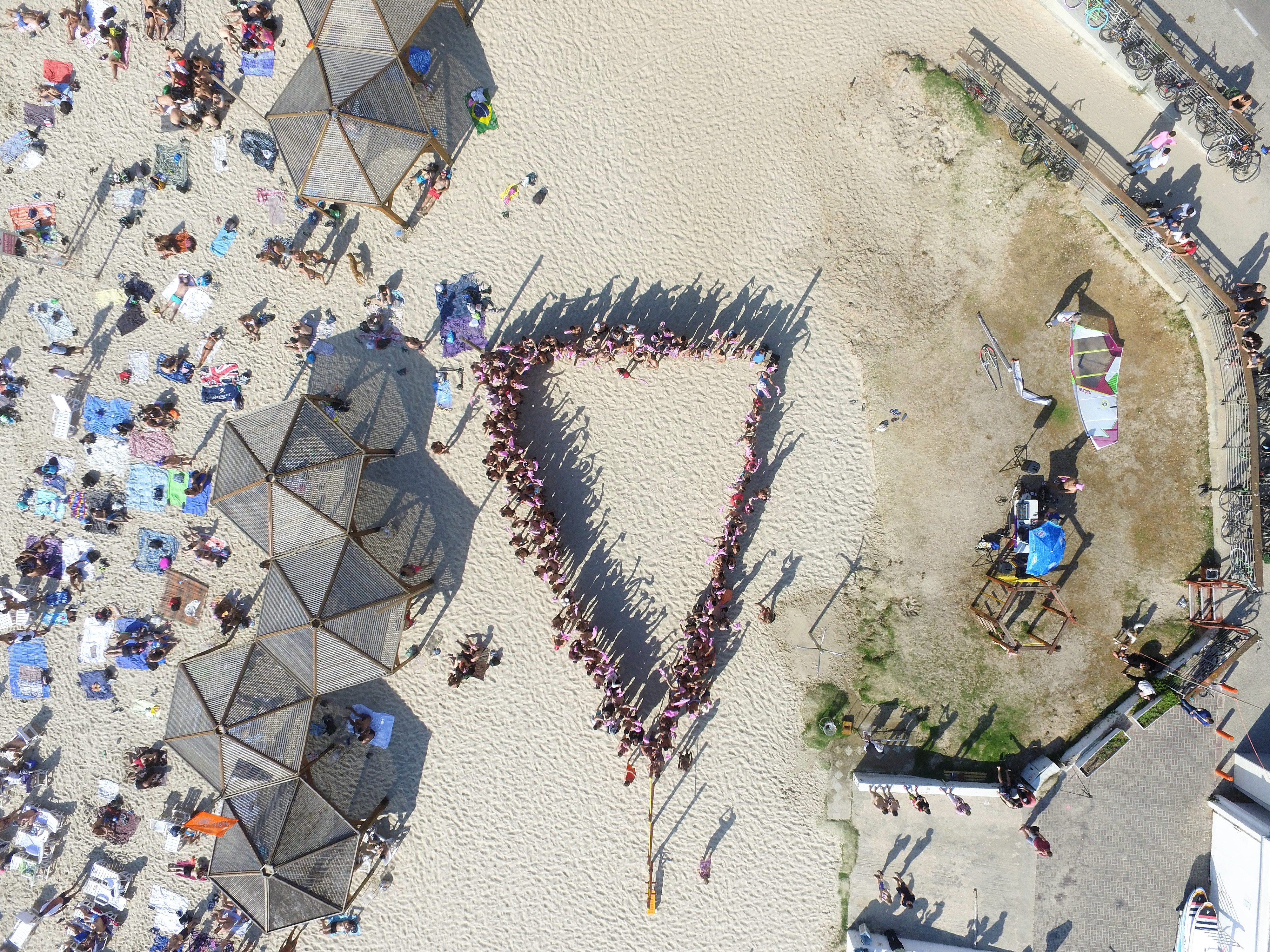
300 hombres homosexuales israelíes formaron un triángulo en apoyo de los presos gais en Chechenia

El 12 de abril de 2017 tuvo lugar una protesta frente a la embajada de Rusia en Londres a la que asistieron cientos de personas. El 15 de abril, el ministro de prensa de Chechenia, Dzhambulat Umarov, exigió que Novaya Gazeta "se disculpara con el pueblo checheno" por sugerir que existían personas LGBT en la república y que si el periódico no dejaba de publicar "histeria" sobre "amenazas inexistentes", otras personas "cuidarían de ellos". Esto se produjo después de un discurso pronunciado por Kadyrov el 3 de abril ante una multitud, llamando al rotativo "enemigos de nuestra fe y de nuestra patria".
El 5 de mayo cientos de personas se concentraron frente a la embajada de Rusia en Tel Aviv. Ese mismo día, 300 hombres homosexuales formaron un triángulo rosa en Hilton Beach como recordatorio de las placas del campo de concentración nazi que se utilizaron para identificar a los presos acusados de ser gais. También ese día, el presidente ruso, Vladímir Putin, respaldó una investigación sobre la represión contra los gais en la república chechena. El 11 de mayo la policía arrestó a cinco activistas en Moscú mientras intentaban entregar una petición a los fiscales de Moscú.
Varios ciudadanos chechenos hablaron sobre su detención y tortura, huyendo del país a través de la vecina Rusia y de los hogares seguros proporcionados por activistas LGBT. El 16 de mayo de 2017, grupos de activistas LGBT en Francia informaron que habían presentado una queja ante la Corte Penal Internacional (CPI) contra Ramzan Kadyrov. Aunque Putin ha retirado formalmente a Rusia como signatario del Estatuto de Roma, la denuncia señala que el tribunal aún tiene mandato para investigar hasta noviembre de 2017.